# Vaudreuil-Dorion
Vaudreuil-Dorion é uma cidade do Canadá, província de Quebec, e parte da região metropolitana de Montreal. Sua área é de 72,47 km quadrados, e sua população é de 19 920 habitantes (do censo de 2001).